# Пансион Эннеса
Пансион Эннеса — частное учебное заведения Москвы в XIX веке. Пансион находился в бывшем Большом Успенском переулке (ныне Потаповский переулок) в доме Золотарёва.

## История
Действовал с 1845 по 1859 год. Содержателем пансиона для мальчиков был пастор Л. Эннес, выходец из Эльзаса. Учебное заведение было открыто для представителей богатого купечества. Там же обучались и дети практически всех живущих в Москве иностранцев. Преподавание велось на немецком и французском языках. Пансион Эннеса давал учащимся среднее образование.

Пансион пользовался в Москве отличной репутацией и действительно оправдывал его прекрасной постановкой преподавания, чего достигал Эннес, умело вербуя талантливых учителей среди молодых кандидатов, окончивших курс Московского университета…
— Белоголовый Н. А. Воспоминания и другие статьи. — М., 1898. — С. 258
Преподавали в пансионе учителя: фольклорист А. Н. Афанасьев, дававший уроки русского языка и русской истории, историк и экономист И. К. Бабст, занимавшийся в пансионе уроками всеобщей истории, математику преподавал А. Ю. Давидов, занявший вскоре кафедру математики в Московском университете.
Преподавание языков велось такими учёными лингвистами, как Клин, Фелькель и Шор, состоявшие одновременно лекторами иностранных языков в университете.

## Воспитанники пансиона
- Б. Н. Алмазов.
- Л. А. Беккерс
- Н. А. Белоголовый (1847—1850).[1]
- С. П. Боткин (с 1847 полупансионер).
- Л. А. Беккерс.
- В. И. Герье.
- К. К. Устимович.
- И. В. Баснин.
- Н. В. Баснин.
- Р. А. Колли (?—1861)
- В. Ф. Миллер (1859—1865).